# ادیسون میزنر
ادیسون میزنر (انگلیسی: Addison Mizner; ۱۲ دسامبر ۱۸۷۲ – ۵ فوریهٔ ۱۹۳۳) معمار و طراح داخلی اهل ایالات متحده آمریکا بود.